# Mus spretus
Mus spretus (Миша алжирська) — вид роду мишей (Mus).

## Середовище проживання
Це ендемік Середземноморського регіону, що проживає в Південно-Західній Європі й Північній Африці від Марокко через північний Алжир і Туніс в північну Лівію. У Європі він знаходиться в Португалії, Іспанії, на Балеарських островах (Іспанія), і південній Франції. Його висотний діапазон проживання: від рівня моря до 1800 м. Вид знаходиться в луках, сухих чагарниках, зернових полях і рідколіссях. Відсутній у густому лісі і, як правило, уникає людських поселень. Їх обмежені потреби у воді (половина кількості води, від хатньої миші) дозволяє їм населяти посушливіші області, ніж інші миші.

## Особливості біології
Нагадує за зовнішнім виглядом хатню мишу і може бути найбільш легко відрізнена від інших видів по більш короткому хвосту. Має коричневе хутро на більшій частині тіла, з контрастним білим або жовтувато-бурим низом. Голова й тіло довжиною від 7,9 до 9,3 см, хвіст довжиною 5,9—7,3 см і маса тіла від 15 до 19 гр.

## Поведінка
Ведуть в основному нічний спосіб життя. Це опортуністичний всеїдний вид, у першу чергу харчуються насінням трав, фруктами і комахами. Дорослий самець проживає на території близько 340 квадратних метрів, ця територія перекриваються з площами сусідніх самиць, але не з іншими самцями. Хоча вони захищають принаймні, свої основні області, вони менш агресивні, ніж хатні миші, встановлюючи панування через ритуальну поведінку, а не відкрите насильство.

## Відтворення
Ці миші розмножуються протягом дев'яти місяців у році, але сексуально неактивних з листопада по січень. Хоча вони можуть розмножуватися в будь-який інший місяць, у них є два сезони розмноження протягом якого вони особливо активні. Вагітність триває від 19 до 20 днів, і призводить до народження 2—10 (5 в середньому) сліпих й голих мишенят. Молодь починає нарощувати хутро на 2—4 день, їх вуха відкриваються на 3—5 день, і їх очі відкриваються на 12—14 день. Молодь починає їсти тверду їжу, як тільки вони здатні бачити, але годуються молоком протягом трьох або чотирьох тижнів, залишаючи гніздо незабаром після цього. Вони досягають повного розміру дорослого за вісім-дев'ять тижнів, і до цього часу вони вже статевозрілі. Вони, як повідомляється, живуть до п'ятнадцяти місяців.

## Історія
Стародавні копалини виду датуються 40 000 роками тому, і були знайдені в Марокко. Поряд з доказами, що ґрунтуються на сучасному генетичному різноманітті, це говорить про те, що цей вид вперше виник в Африці, і тільки потім мігрував на північ у Європу, можливо, з розширенням сільськогосподарських земель в глиб континенту в епоху неоліту.